# Strongylopus hymenopus
Strongylopus hymenopus (tên tiếng Anh: Drakensberg Stream Frog) là một loài ếch trong họ Ranidae.
Loài này có ở Lesotho và Nam Phi.
Các môi trường sống tự nhiên của chúng là vùng đồng cỏ ôn đới, sông, đầm nước, đầm nước ngọt, và đầm nước ngọt có nước theo mùa.